# ميكي بليك
ميكي بليك هو لاعب هوكي الجليد كندي، ولد في 31 أكتوبر 1912 في كينغستون في كندا، وتوفي في 23 يونيو 2000.

## وصلات خارجية
- ميكي بليك على موقع دوري الهوكي الوطني (الإنجليزية)
- ميكي بليك على موقع قاعة مشاهير الهوكي (لاعب أن.إتش.أل) (الإنجليزية)
- ميكي بليك على موقع EliteProspects.com (الإنجليزية)
- ميكي بليك على موقع HockeyDB.com (الإنجليزية)
- ميكي بليك على موقع Hockey-Reference.com (الإنجليزية)